# Дітріх Подлех
Дітріх Подлех (нім. Dietrich Podlech, 1931—2021) був німецьким ботаніком, який, бувши професором університету, зосереджувався переважно на систематичній ботаніці.

## Життя та робота
Дітріх Подлех народився в Аахені в 1931 році, син Марії Подлех, уродженої Гшвенд, та Вільгельма Подлеха, старшого викладача. Він вивчав хімію та біологію (фармацевтичну біологію) в Бонні, де в 1958 році отримав докторський ступінь під керівництвом Максиміліана Штайнера за роботу з екології атлантичних рослин на межах їхнього поширення.
З 1958 року він працював асистентом у Боннському університеті, а з 1960 по 1965 рік — науковим асистентом у Мюнхені, де працював під керівництвом Германа Мерксмюллера в Державній ботанічній колекції в Мюнхені. У 1965 році він отримав диплом габілітації на біологічному факультеті Мюнхенського університету імені Людвіга-Максиміліана та став там професором систематичної ботаніки. Після цього він працював куратором Державної ботанічної колекції з 1965 по 1967 рік, науковим консультантом з 1967 по 1971 рік, а з 1971 року до виходу на пенсію в 1996 році – професором (C3) в Інституті систематичної ботаніки та мікології Мюнхенського університету.
Його робота була зосереджена на Cyperaceae, особливо на осоці (Carex), потім на дзвониках (Campanula) та ломикаменях (Saxifraga), а з середини 1960-х років — на різних родинах для «Merxmüllers Prodromus einer Flora von Südwestafrika». З 1970-х років Подлех все більше працював над астрагалом (Astragalus). Численні поїздки, зокрема до Афганістану (чотири поїздки з 1965 по 1979 рік, протягом 44 місяців (понад три з половиною роки), під час яких було досліджено всі 28 провінцій країни), призвели до створення гербарію, який зараз є цінним, дублікати якого — в гербарії Кабульського та Мюнхенського університетів. Подлех був католиком, одружився з Марією Штайнер у 1962 році, жив у Гебертсхаузені та мав п'ятьох дітей. Наприкінці 1991 року Дітріх Подлех та Юрке Грау, який був призначений того року, заснували Університетський гербарій Університету Людвіга-Максиміліана. Основою став власний гербарій Подлеха, що налічував 90 000 зразків, який незабаром зріс до 200 000 зразків завдяки обміну та подальшому колекціонуванню, що зробило його другим за величиною гербарієм у Баварії.

## Відзнаки
Рід рослин Podlechiella з родини бобових (Fabaceae) названий на честь Подлеха.